# Death Comes in Waves
Death Comes in Waves ist eine deutsche Extreme-Metal-Band.

## Geschichte
Gegründet wurde die Band 2013 in Recklinghausen u. a. von Gitarrist Jan Simmert, dem einzig verbliebenen Mitglied der Ursprungsbesetzung, und Schlagzeuger Thor Ben. 2017 stieg Kenaz zuerst als Bassist ein, wechselte aber später an die Gitarre. Als Sänger sowie als neuer Schlagzeuger stiegen später Öskur und Erik ein.
Vier Jahre nach der Gründung veröffentlichte die Band die Demo-EP Stille der Einsamkeit, der sich 2020 im Selbstverlag das Album Circle of Certainty anschloss. Im Oktober 2022 folgte Not of this World bei dem deutschen Musiklabel Schattenpfade. In der Zwischenzeit hatte Erik die Band wieder verlassen, so dass das Album als Trio eingespielt wurde. Das Schlagzeug übernahm dabei Felix „Lykanthrop“.

## Stil
Bei einer Besprechung des Demos Stille der Einsamkeit in Ausgabe 374 des Rock Hard beschrieb der Redakteur den Stil als Melodic Death Metal, „ohne dem ‚Death‘ im Namen die Eier abzuschneiden“. Zu Zeiten des ersten Albums Circle of Certainty hörte ein Rezensent auch „schwarzmetallische Wurzeln“. Beim Webzine Metalinside wurde die Musik als „Kreuzung aus Immortal, Amon Amarth und einheimischen Pagan-Bands“ beschrieben.
Auf dem Labeldebüt Not of this World reduzierte sich der Death-Metal-Anteil soweit, dass in einem Review geschrieben wurde, der Hörer finde sich „im melodischen und atmosphärischen Black Metal wieder“. Trademarks der Band seien dabei „schnelle Songs im Breitwandformat mit epischen Melodiebögen der Gitarren, krächzendem Gesang und scheinbar niemals enden wollendem Double Base (sic!)“.

## Rezeption
Mit ihrer Musik auf dem ersten Album berührten die Musiker „mit simplen, aber effektiven Melodien, tun keinem Hörer weh, aber machen es ihm so richtig schön“, hieß es bei Metalinside. Zum zweiten Album Not of this World konstatierte der Rezensent von Schwarze Flamme, dass die Stiländerung gelungen sei und die Band ein „starkes und beeindruckendes Album“ eingespielt habe.

## Diskografie
- 2017: Stille der Einsamkeit (Demo-EP)
- 2020: Circle of Certainty (Album, Selbstverlag)
- 2022: Not of this World (Album, Schattenpfade)